# Чашка
Чашка (мкд. Чашка) је насеље у Северној Македонији, у средишњем делу државе. Чашка је седиште истоимене општине Чашка.

## Географија
Чашка је смештена у средишњем делу Северне Македоније. Од најближег већег града, Велеса, насеље је удаљено 13 km југозападно.
Насеље Чашка се средиште историјске области Грохот. Насеље је смештено у долини реке Тополке. Западно од насеља издиже се планина Јакупица. Надморска висина насеља је приближно 260 метара.
Месна клима је измењена континентална са значајним утицајем Егејског мора (жарка лета).

## Историја
Чашка се у 19. веку спомиње као село са православним словенским живљем.
1912. године Чашка се са околином припаја Краљевини Србији, касније Југославији. Од 1991. године град је у саставу Северне Македоније.

## Становништво
Чашка је према последњем попису из 2002. године имала 1.471 становника.
| Националност | Укупно        |
| Македонци    | 1.425 (96,9%) |
| Срби         | 44 (3,0%)     |
| остали       | 2 (0,1%)      |

Већинска вероисповест је православље.